# مهدی محسن‌نژاد
مهدی محسن‌نژاد (زاده ۱۸ آذر ۱۳۷۷ در بهبهان) کشتی‌گیر فرنگی‌کار و عضو تیم ملی کشتی فرنگی ایران است.

## فعالیت حرفه‌ای ورزشی

### زیر ۲۳ سال جهان ۲۰۱۸
محسن‌نژاد در وزن ۶۰ کیلوگرم مسابقات قهرمانی زیر ۲۳ سال جهان در سال ۲۰۱۷ شرکت کرد و به مدال برنز رسید. او در این مسابقات هلاری ماگیسالو از استونی و رضوان آرنات از رومانی را ۸–۰ شکست داد ولی در مسابقهٔ سوم مقابل کنیچیرو فومیتا از ژاپن با نتیجهٔ ۷–۰ مغلوب شد و به رقابت رده‌بندی برای کسب مکان سوم راه یافت. وی در این مسابقه، آرمن میلیکیان از ارمنستان را با نتیجهٔ ۱۰ بر یک شکست داد و صاحب مدال برنز شد.

### زیر ۲۳ سال جهان ۲۰۱۹
محسن‌نژاد در رقابت‌های قهرمانی زیر ۲۳ سال جهان ۲۰۱۹ نیز همانند سال ۲۰۱۷ در مکان سوم وزن ۶۰ کیلوگرم ایستاد. وی در این رقابتها سوزوکی از ژاپن را با حساب ۱۰ بر صفر شکست داد اما در رقابت دوم برابر آرمن ملیکیان از ارمنستان با نتیجهٔ ۴ بر صفر شکست خورد و با توجه به حضور نمایندهٔ ارمنستان در رقابت پایانی، محسن‌نژاد شانس رقابت برای کسب مدال برنز را به دست آورد. وی برای کسب مکان سوم ابتدا ۸ بر صفر مارتین ولیف از بلغارستان را شکست داد و سپس کریستین کچکمتی از مجارستان را با نتیجهٔ ۹ بر ۵ مغلوب کرد و به جایگاه سوم و مدال برنز دست یافت.

### قهرمانی آسیا ۲۰۲۰
در وزن ۶۰ کیلوگرم قهرمانی آسیا ۲۰۲۰، مهدی محسن‌نژاد پس از استراحت در دور یکم، در دور دوم با امتیاز عالی (۹ بر ۱) کرار البدهان از عراق را از پیش رو برداشت. وی در دور بعد و در دور نیمه‌نهایی به ژولامان شارشنبکوف ۹ بر ۲ باخت و راهی دیدار رده‌بندی شد. محسن‌نژاد در دیدار رده‌بندی با نتیجهٔ ۴ بر ۳ آدیوس سلطانگالی، نمایندهٔ کشور قزاقستان را شکست داد و صاحب مدال برنز شد.

### قهرمانی آسیا ۲۰۲۱
در وزن ۶۰ کیلوگرم محسن‌نژاد در دور نخست با نتیجه ۸ بر صفر کاتوبک عبدیکریم از قرقیزستان را مغلوب کرد وی در دور بعد مقابل مردان اله یاروف از ترکمنستان با نتیجه ۸ بر صفر به برتری دست یافت و راهی مرحله نیمه نهایی شد. محسن‌نژاد در این مرحله مقابل آیاتا سوزوکی از ژاپن با نتیجه ۹ بر یک به برتری دست یافت و راهی دیدار فینال شد. وی در دیدار فینال آیدوس سلطانگالی دارنده مدال برنز جهان از قزاقستان با نتیجه ۸ بر ۴ مغلوب شد و به مدال نقره رسید.

### زیر ۲۳ سال جهان ۲۰۲۱
در وزن ۶۰ کیلوگرم مهدی محسن نژاد پس از استراحت در دور نخست در دور دوم با با نتیجه ۸ بر صفر دیلان گریگرسون از آمریکا را مغلوب کرد. وی در دور بعد و در مرحله یک چهارم نهایی با نتیجه ۸ بر صفر موخامدکودیر یوسوپوف از ازبکستان را مغلوب کرد و به مرحله نیمه نهایی راه یافت. وی در این دیدار پریدون آبولادزه از گرجستان را با نتیجه ۵ بر ۳ از پیش رو برداشت و به دیدار فینال راه یافت. محسن نژاد در دیدار فینال با نتیجه ۷ بر ۱ مغلوب انور اله یاروف قهرمان زیر ۲۳ سال اروپا از روسیه شد و به مدال نقره رسید.

### قهرمانی آسیا ۲۰۲۲
در وزن ۶۰ کیلوگرم مهدی محسن‌نژاد  در دور اول با نتیجه ۹ بر صفر جیانیدر از هند را مغلوب کرد. وی در دور بعد و در مرحله نیمه نهایی با نتیجه ۵ بر ۴ از سد آیاتا سوزوکی از ژاپن گذشت و راهی دیدار فینال شد. محسن نژاد در این دیدار در حالی که با نتیجه ۴ بر صفر از ژولامان شارشنبکوف دارنده مدال نقره جهان از قرقیزستان عقب بود به دلیل مصدومیت از ناحیه دنده، با نظر پزشکان به کشتی ادامه نداد و صاحب مدال نقره شد.

### قهرمانی جهان ۲۰۲۲
در وزن ۶۰ کیلوگرم مهدی محسن‌نژاد در کشتی نخست خود با امتیاز عالی (۸ بر صفر) چانگ هان-جائه از کره‌جنوبی خود را شکست داد. محسن‌نژاد با این برد در مرحله بعد به مصاف کرم کمال کشتی‌گیر جوان ترکیه‌ رفت. حریف ترک امتیاز نخست را در ابتدا کسب کرد و در خاک نتوانست کاری انجام دهد. در سه دقیقه دوم پوئن اخطار دوم را به محسن نژاد دادند او با بارانداز زیبا و فیتو امتیازات خود را به ۷ رساند و در ادامه فیتوی دوم را نیز اجرا کرد و جمع امتیازات خود را به ۹ رساند اما در عین ناباوری و در حالی که کشتی به نفع او رو به پایان بود حریف با فن برات کلندون نماینده کشورمان را روی پل برد و در نهایت با ضربه فنی محسن‌نژاد مبارزه برده را با شکست عوض کرد. کرم کمال در یک چهارم با کنیچیرو فومیتا دارنده طلای جهان و نقره المپیک از ژاپن مبارزه کرد که در نهایت رقابت را با نتیجه ۶ بر سه واگذار کرد تا محسن‌نژاد وداع زودهنگامی از پیکارهای جهانی داشته باشد.

### قهرمانی جهان ۲۰۲۳
در وزن ۶۰ کیلوگرم مهدی محسن نژاد پس از استراحت در دور اول، در دور دوم با نتیجه ۷ بر صفر ایلدار حفیظوف از آمریکا را مغلوب کرد. وی در دور بعد با نتیجه ۴ بر ۲ کیم سئونگ-هاک از کره جنوبی را شکست داد و راهی مرحله یک چهارم نهایی شد. محسن نژاد در این مرحله مقابل کریستوفر کریمر از آلمان با نتیجه ۷ بر صفر پیروز شد و به مرحله نیمه نهایی راه یافت. وی در این مرحله در یک دیدار نزدیک با نتیجه ۴ بر ۳ مغلوب ژولامان شارشنبکوف قهرمان جهان از قرقیزستان شد و به دیدار رده بندی رفت. وی در این دیدار با نتیجه ۳ بر ۳ مغلوب اسلام‌جان بهرام‌اف از ازبکستان شد و در جایگاه پنجم ایستاد.

### المپیک ۲۰۲۴ پاریس
محسن نژاد در المپیک ۲۰۲۴ پاریس و در وزن ۶۰ کیلوگرم در دور اول عبدالکریم فرگات  از الجزایر را ۹ بر ۰ شکست داد.در دور دوم و در مرحله یک چهارم نهایی محسن نژاد به مصاف  کنیچیرو فومیتا از ژاپن رفت و کشتی را نه بر صفر واگذار کرد‌.با حضور کنیچیرو فومیتا در فینال محسن نژاد به جدول شانس مجدد ها راه یافت.در بازی اول شانس مجدد محسن نژاد رودریگز کوبایی را ۱۰ بر ۰ شکست داد. در بازی آخر شانس مجدد محسن نژاد مقابل ژولامان شارشنبکوف از قرقیزستان ۳ بر ۱ شکست خورد و نتوانست به مدال برنز برسد پس از این شکست و ناکام ماندن در کسب مدال در المپیک در حال در آوردن کفش هایش بود و قصد خداحافظی از دنیای کشتی در اوج جوانی را داشت که حسن رنگرز سرمربی تیم ملی کشتی فرنگی ایران مانع انجام کار او شد.